# (936) Kunigunde
(936) Kunigunde ist ein Asteroid des Hauptgürtels, der am 8. September 1920 von dem deutschen Astronomen K. Reinmuth in Heidelberg entdeckt wurde. 
Benannt wurde der Asteroid mit einem weiblichen Vornamen, der jedoch keiner bestimmten Person zugeordnet ist. 